# Coronel Ubiratan
Ubiratan Guimarães, conhecido como Coronel Ubiratan (São Paulo, 19 de abril de 1943 – São Paulo, 9 de setembro de 2006) foi um oficial da Polícia Militar do Estado de São Paulo e político brasileiro, notório por ter conduzido a invasão da Polícia Militar de São Paulo ao Complexo Penitenciário do Carandiru, no episódio  que ficou conhecido como Massacre do Carandiru. Anos depois, Ubiratan foi morto em seu apartamento em São Paulo, num crime ainda não esclarecido.
Em junho de 2001, o coronel Ubiratan Guimarães foi inicialmente condenado a 632 anos de prisão por 102 das 111 mortes do massacre (seis anos para cada homicídio e vinte anos por cinco tentativas de homicídio). No ano seguinte, ele foi eleito deputado estadual por São Paulo após a sentença condenatória, durante o trâmite do recurso da sentença de 2001. Por este motivo, o julgamento do recurso foi realizado pelo Órgão Especial do Tribunal de Justiça, ou seja, pelos 25 desembargadores mais antigos do estado de São Paulo, em 15 de fevereiro de 2006. O Órgão reconheceu, por vinte votos a dois, que a sentença condenatória, proferida em julgamento pelo Tribunal do Júri, continha um equívoco. Essa revisão acabou absolvendo o réu. A absolvição do réu causou indignação em vários grupos de direitos humanos, que acusaram o fato de ser um "passo para trás" da justiça brasileira.

## Carreira militar
Entrou para as fileiras da Força Pública em 15 de fevereiro de 1960. Foi declarado Aspirante a Oficial em 7 de março de 1964. Foi promovido a 2º Tenente, em 15 de dezembro de 1964; 1º Tenente, em 25 de agosto de 1967; Capitão, em 25 de agosto de 1973; Major, em 24 de maio de 1980; Tenente-Coronel, em 24 de maio de 1985; Coronel, em 11 de março de 1988.
Coronel da reserva da Polícia Militar, à qual serviu por 32 anos, Ubiratan Guimarães comandou o policiamento de choque e o Regimento de Cavalaria 9 de Julho e, em 1989, foi designado Comandante do Policiamento Metropolitano. Nessa função, foi responsável pela contenção de uma rebelião do Complexo Penitenciário do Carandiru, em 2 de outubro de 1992. A ação policial resultou na morte de 111 presos. O episódio ficou conhecido como Massacre do Carandiru e teve ampla repercussão midiática. Em consequência do escândalo, Ubiratan foi afastado do comando pelo governador Luiz Antônio Fleury Filho e, posteriormente, pediu passagem para a reserva. 

## Carandiru
Uma briga entre membros de facções rivais no Pavilhão 9 que deveria terminar como mais um tumulto da Casa de Detenção, no complexo do Carandiru, zona norte de São Paulo, acabou se tornando uma rebelião. Uma intervenção policial, que a promotoria do caso classificou como "desastrosa e mal-preparada", comandada inicialmente pelo Coronel Ubiratan que ao adentrar alguns metros no pavilhão, sofreu um ataque vindo das escadas e logo foi socorrido (os policiais presentes dizem que o que atingiu o coronel foi uma televisão ou um botijão de água, em chamas), resultou na morte de 111 detentos. O episódio ficou conhecido como Massacre do Carandiru como a mídia e as organizações dos direitos humanos classificaram.
O coronel foi acusado de homicídio e condenado, em junho de 2001, a 632 anos por 102 das 111 mortes (seis anos por cada homicídio e vinte anos por cinco tentativas de homicídio). No ano seguinte, foi eleito deputado estadual por São Paulo, após a sentença condenatória, durante o trâmite do recurso da sentença de 2001. Por este motivo, o julgamento do recurso foi realizado pelo Órgão Especial do TJ, ou seja, pelos 25 desembargadores mais antigos do estado de São Paulo, em 15 de fevereiro de 2006. O Órgão reconheceu, por vinte votos a dois, que a sentença condenatória, proferida em julgamento pelo Tribunal do Júri, continha um equívoco, já que o coronel havia sido atingido e teve que ser hospitalizado durante a retomada do presídio. Essa revisão acabou absolvendo o réu.
Observou-se o paralelismo (simetria) entre as regras previstas na Constituição Federal e na Constituição do Estado de São Paulo e, por este motivo, o foro especial ao deputado estadual é considerado constitucional.

## Vida política

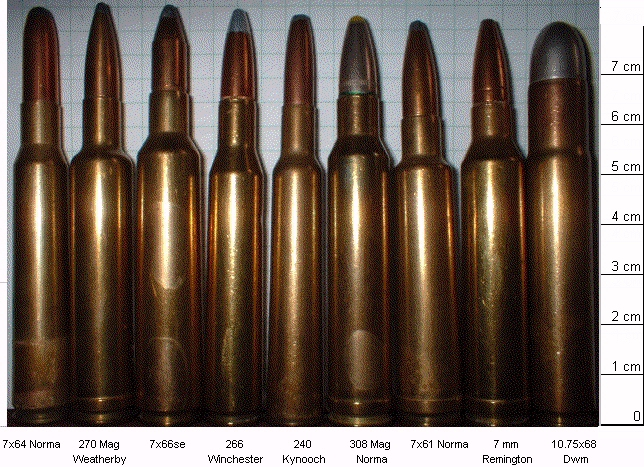
Ubiratan fazia parte da bancada da bala (que trabalha pela valorização do policial e punições severas a criminosos) da Assembleia Legislativa de São Paulo.

Transformado num nome conhecido do grande público após o massacre, Ubiratan entrou na política. Em 1994, candidatou-se a deputado estadual, recebendo cerca de 26 mil votos, conseguindo uma cadeira de suplente. Ele tomou posse como suplente de deputado estadual pelo PTB, por duas vezes: de janeiro de 1997 a abril de 1998 e de janeiro a março de 1999, sendo eleito posteriormente (com o número 14 111) deputado estadual por São Paulo com 56 155 votos, em 2002.
Foi membro das CPIs do Crime Organizado e da Favela Naval. Estava em seu segundo mandato e era membro das Comissões de Segurança Pública e Administração Pública e presidia a Comissão de Assuntos Municipais. Considerado como uma figura importante na defesa da venda de armas aos cidadãos, no referendo sobre o desarmamento de 2005. Ubiratan também era visto por dirigentes de seu partido como grande "puxador" de votos para a bancada da bala.
Na Assembleia Legislativa de São Paulo, o coronel atuou em defesa da valorização do policial e seu discurso ganhou ainda mais força depois das ondas de ataques do crime organizado em São Paulo, orquestrados pelo Primeiro Comando da Capital.
No lugar do coronel, assumiu a suplente na chapa, Edir Sales, do PL, partido coligado ao PTB em São Paulo.

## Morte
Por volta das 22h30min, num domingo, dia 10 de setembro de 2006, um dos assessores de Ubiratan o encontrou morto, com um tiro, em seu apartamento nos Jardins, em São Paulo. Aparentemente não havia sinais de luta corporal no local, e a porta dos fundos estava apenas encostada.
O corpo do coronel estava deitado de barriga para cima, coberto apenas por uma toalha. O tiro acertou a parte debaixo do mamilo direito e saiu pelas costas.
O corpo de Ubiratan foi enterrado na tarde do dia 11 de setembro, no Cemitério do Horto Florestal, na zona norte de São Paulo. O cortejo chegou ao cemitério por volta das 17h. Estava prevista a parada na capela, mas a família optou por cancelá-la porque o local não comportaria o número de pessoas que acompanhava a cerimônia.
No muro do prédio onde morava foi pichado "aqui se faz, aqui se paga", com referência ao Massacre do Carandiru no qual o Coronel foi o comandante da operação.

### Investigações
O homicídio foi investigado pelo DHPP (Departamento de Homicídios e Proteção à Pessoa), sob o comando do delegado Armando de Oliveira Costa Filho. O crime segue sem solução.

## 111
O Coronel Ubiratan sempre esteve ligado ao número 111, mas sempre garantiu que o número nada tinha a ver com os 111 mortos do Massacre do Carandiru como ainda se acredita. O coronel defendia que 111 era o número do cavalo que montava nos seus tempos de Regimento de Cavalaria. Nas eleições 2006, seu número era 14 111, por conta disso, o partido pretende "conservá-lo" como homenagem ao coronel. Coincidentemente, Ubiratan foi sepultado no nº 111 da Rua Luís Nunes, na zona norte da capital paulista (no dia 11).